# Anton Zimolo (fotograf)
Anton Zimolo, bh. fotograf i fotografski poduzetnik iz Mostara. U Mostaru je imao fotografski atelje i fotografsku radnju pored kazališta. Uvaženi umjetnik i fotoamater. Priređivao je izložbe svojih fotografija.
Sin fotografa Josipa Zimola koji je stigao u Mostar 1860. godine i predano dokumentirao život i razvitak grada i Hercegovine. Anton je nastavio očevim putem. Zabilježio važne povijesne događaje u Mostaru. Pored fotografskog rada po čemu je najpoznatiji, bio je među prvima bio osnivač Prvog velocipedskog (biciklističkog) društva Mostar. Vozio je na biciklističkim natjecanjima i utrkama po cijeloj Hercegovini, sve do Sarajeva, Crne Gore, Sandžaka i Dubrovnika i osvojio brojne medalje i priznanja. Među prvim biciklističkim natjecateljima (1890.) u Hercegovini.
Uvršten u monografiju Hercegovina – Muzej sjećanja, uz ugledna fotografska imena kao Tošo Dabac, Blago Čale, Ivica Grubišić, Boris Engelgardt, Stjepan Tomlinović, Ferdo Miličević, Šemsudin Zlatko Serdarević, Ćiril Ćiro Raič, Karlo Drago Miletić, Dragan Pezelj, Milan Majerski, Taib Balić, Franz Laforest, Casar Vlajo, František Franjo Topić, Grgo Kozina i Keith Chester.

## Vanjske poveznice
- (boš.) Iz istorije Mostara i Hercegovine Posljednja lasta